# クイーンズ・プラザ駅
クイーンズ・プラザ駅（Queens Plaza）はニューヨーク市地下鉄INDクイーンズ・ブールバード線の駅で、クイーンズ・プラザ東端のクイーンズ・プラザ・インターチェンジの地下にある。E系統が終日、M系統が平日の23時迄、R系統が深夜を除く終日停車する。
近くにBMTアストリア線およびIRTフラッシング線の高架駅であるクイーンズボロ・プラザ駅があるが、改札外乗換は無料ではない（通常の降車扱いになる）ので注意が必要である。

## 歴史
クイーンズ・プラザ駅は1933年8月19日にクイーンズ・ブールバード線の初期開業区間（50丁目駅 - ルーズベルト・アベニュー駅間）の駅として開業した。1939年に23丁目-エリー・アベニュー駅が開業するまで、イースト川を渡りクイーンズに入って最初の停車駅であった。地下鉄が市営に一元化された後の1955年に60丁目トンネル連絡線が開業するまで、クイーンズからマンハッタンへは急行しか運転されておらず、各駅停車はINDクロスタウン線経由で運転されていた。イースト川を跨いで乗車する利用者が増加したことにより運行パターンは見直され、現在はクロスタウン線の列車は1駅手前のコート・スクエア駅止まりで運転されている。

## 駅構造
| G          | 地上階                                           | 出入口 |
| M          | 改札階                                           | 改札、駅員詰所、メトロカード自動券売機 （クイーンズ・プラザ・サウス-ジャクソン・アベニュー交差点の南西角にエレベーターあり） |
| P ホーム階 | 南行 緩行線                                      | ← ミドル・ヴィレッジ-メトロポリタン・アベニュー駅方面：平日 （コート・スクエア-23丁目駅） ← ワールド・トレード・センター駅方面：深夜 （コート・スクエア-23丁目駅） ← 95丁目駅方面 （レキシントン・アベニュー-59丁目駅） （定期列車なし：コート・スクエア駅） |
| P ホーム階 | 島式ホーム、緩行線は左側、急行線は右側ドアが開く | |
| P ホーム階 | 南行 急行線                                      | ← ワールド・トレード・センター駅方面 （コート・スクエア-23丁目駅） |
| P ホーム階 | 北行 急行線                                      | → ジャマイカ・センター駅方面 （深夜帯以外：ジャクソン・ハイツ-ルーズベルト・アベニュー駅、深夜帯：36丁目駅） → → フォレスト・ヒルズ-71番街駅方面：平日 （36丁目駅） →                                                                                        |
| P ホーム階 | 島式ホーム、急行線は右側、緩行線は左側ドアが開く | |
| P ホーム階 | 北行 緩行線                                      | → フォレスト・ヒルズ-71番街駅方面 （36丁目駅） → |

ニューヨーク市地下鉄の多くの急行停車駅と同じように、クイーンズ・プラザ駅も島式ホーム2面4線で各駅停車と急行の対面乗り換えに対応している。ホーム壁面には濃い菫色（黒葡萄色）の帯がタイル3枚分の高さで引かれ、黒タイルで縁取りされている。非常に色が濃いため、明るい光の下でも離れたところからでは黒に見える。
駅の西側では緩行線が分岐して60丁目トンネル経由でマンハッタン方面はBMTブロードウェイ線、ブルックリン方面はINDクロスタウン線に繋がっている。クロスタウン線との連絡線は現在営業運転では使われていない。INDクイーンズ・ブールバード線の急行線はさらに続き、ロングアイランド・シティのコート・スクエア-23丁目駅を過ぎると53丁目トンネルを潜ってマンハッタンに向かっていく。
駅の東側では2本の急行線から作られた引上線が収まるようにトンネルが広がっている。この引上線は北行急行線に合流しており、11月から12月に運転されるニューヨーク交通博物館の休日列車の中継線として使われている。トンネルはその先でIND63丁目線が上ってきて緩行線・急行線に合流できるよう、再び広げられている。

### 出入口
終日営業の改札口はメザニンの中央付近にある。通りに出る階段が3本あり、他に通路で駅南端の改札口跡近くにある2本の階段に行くことができる。古い乗換窓口は1998年に撤去されるまで残っていた。外にある2つの入口は、1975年に屋内駐車場が設けられたときにそのファサードに合わせて作り直された。改装されるまではメザニンはホーム全長に渡っており、窓口が3つ設けられていた。この改装により、メザニンのあった部分には列車やホームを見下ろすことができるバルコニーが設けられた。改装の際に2つの改札口の間にあった階段2本は撤去され、現在はメザニンの端からホームへの階段が3本設けられている。時間営業の改札口には通りに出る階段が2本と、各ホームに下りる階段が1本ずつ設けられている。

## 画像

"Look Up Not Down"：エレン・ハーベイ（Ellen Harvey）制作のガラスモザイク、2005年
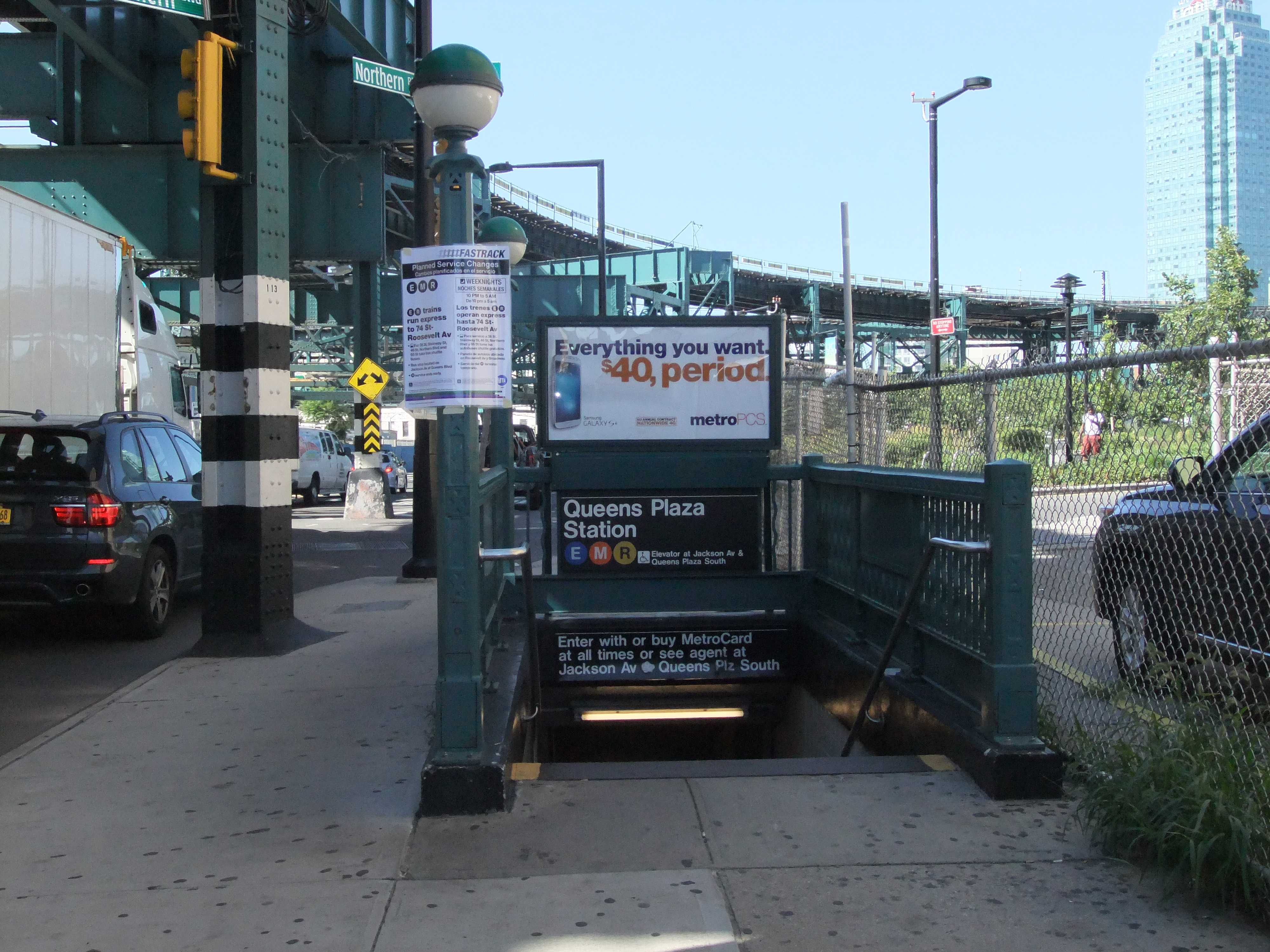
41番街-ノーザン・ブールバードの出口。左上から右中央にかけて延びている高架線がBMTアストリア線で、右端からさらに先にクイーンズボロ・プラザ駅がある。